# Minorca (Luisiana)
Minorca es un lugar designado por el censo ubicado en la parroquia de Concordia en el estado estadounidense de Luisiana. En el Censo de 2010 tenía una población de 2317 habitantes y una densidad poblacional de 197,4 personas por km².

## Geografía
Minorca se encuentra ubicado en las coordenadas 31°34′23″N 91°29′27″O / 31.57306, -91.49083. Según la Oficina del Censo de los Estados Unidos, Minorca tiene una superficie total de 11.74 km², de la cual 11.57 km² corresponden a tierra firme y (1.43%) 0.17 km² es agua.

## Demografía
Según el censo de 2010, había 2317 personas residiendo en Minorca. La densidad de población era de 197,4 hab./km². De los 2317 habitantes, Minorca estaba compuesto por el 72.9% blancos, el 25.12% eran afroamericanos, el 0.3% eran amerindios, el 0.3% eran asiáticos, el 0.04% eran isleños del Pacífico, el 0.65% eran de otras razas y el 0.69% pertenecían a dos o más razas. Del total de la población el 1.51% eran hispanos o latinos de cualquier raza.